# Reprezentacja Polski w rugby league
Reprezentacja Polski w rugby league – zespół reprezentujący Rzeczpospolitą Polską w meczach i sportowych imprezach międzynarodowych w rugby league. Reprezentację powołuje selekcjoner, mogą w niej występować wyłącznie zawodnicy posiadający obywatelstwo polskie.

## Udział w turniejach
W 2018 reprezentacja debiutowała w Emerging Nations World Championship (ENWC), gdzie wygrała wszystkie 4 spotkania i zajęła piąte miejsce w imprezie zdobywając w ten sposób ENWC 2018 Trophy.